# Cortegana
Cortegana is een gemeente in de Spaanse provincie Huelva in de regio Andalusië met een oppervlakte van 173 km². In 2007 telde Cortegana 4997 inwoners.